# متلازمة لويز- ديتز
متلازمة لويز ديتز (بالإنجليزية Loeys Dietz syndrome): هي خلل جيني في الصبغي ( TGFBR1 )و (TGFBR2) . في هذه المتلازمة، تكون الشرايين ملتوية خاصة في الرقبة، مما يؤهب خطر نشوء أم الدم وتسلخ الأبهر.
تم التعرف عليه من قبل الطبيبان الأمريكي هاري الطبيب جيم ديتز و البلجيكي بارت الطبيب لويز.

## الاسباب
سبب الإصابة بهذه المتلازمة يعود بالأساس إلى خلل جيني في جزيء يحمل اسم (TGF-beta)، والذي يعتقد أنه المتسبب بعد ذلك في إصابتهم بالحساسية وأمراض الربو.
طبيا، تعتبر أمراض الحساسية نتاجا لتفاعلات معقدة بين عوامل بيئية وجينية، فيما خلصت الدراسة إلى أن الإشارات الخاطئة التي يرسلها الجزيء TGF-beta هي المسؤولة عن أعراض عدم تحمل الجسم لأطعمة معينة.

## الانواع
هناك حاليا نوعان من متلازمة لويز ديتز، و التي تم تقسيمها إلى شكلين آخرين. كما في الجدول التالي:
| النوع | الجين المسبب                                                          | النمط الظاهري        | OMIM     | الوصف                                                       |
| ----- | --------------------------------------------------------------------- | -------------------- | -------- | ----------------------------------------------------------- |
| 1 A   | الصبغي بيتا المستقبلات 9q22                                           | TGF beta receptor1 1 | #609192  | المعروف أيضا باسم مرض فرلونغ                                |
| 1 B   | الصبغي بيتا المستقبلات2 2 3p22                                        | TGF beta receptor    | # 610168 |                                                             |
| 2 A   | الصبغي بيتا المستقبلات9q22                                            | TGF beta receptor1 1 | #608967  |                                                             |
| 2 B   | الصبغي بيتا المستقبلات2 3p22                                          | TGF beta receptor 2  | #610380  | كان يعرف سابقا باسم متلازمة مارفان نوع ثاني 2               |
| 3     | الصبغي صماد أفراد الأسرة3 (Mothers against decapentaplegic homolog 3) |                      | #613795  | يعرف أيضا باسم متلازمة تمدد الأوعية الدموية، التهاب المفاصل |

.

## الاعراض
1-عيون متباعدة على نطاق واسع.
2-الحنك المشقوق أو مشقوق اللهاة (انقسام في الأنسجة التي يتدلى في الجزء الخلفي من الحلق).
3- تمدد الأوعية الدموية في الأبهر والشرايين.
4-جنف أو حدابز
5-جحوظ جدار الصدر ( pectus excavatum أو صدر جؤجؤي)
6-تقلصات في أصابع اليدين والقدمين (انعطاف الإصبع المستديم)
7-أصابع طويلة وتراخي في المفاصل
8-القدم الحنفاء
9-التحام عظام الجمجمة سابق لأوانه( تعظم الدروز الباكر )
10-فرط المرونة المشترك
11-مشاكل خلقية في القلب , بما في ذلك القناة الشريانية السالكة(اتصال بين الشريان الأورطي والدورة الدموية في الرئة)
12-عيب في الحاجز الأذيني (اتصال بين حجرات القلب)
13-شفافية في الجلد مع نسيج مخملي
14تقاطع غير طبيعية في الدماغ والنخاع ( أرنولد خياري تشوه )
15-ضاحكة الصمام الأبهري

## العلاج
بما ان المرض مكتشف حديثا، لا يوجد علاج معروف حاليا لمتلازمة لويز ديتز. ونظرا لارتفاع مخاطر الموت من تمزق تمدد الأوعية الدموية الأبهري، ينبغي مراقبة المرضى عن كثب لرصد تشكيل تمدد الأوعية الدموية، ومن ثم يمكن تصحيحه مع جراحة الأوعية الدموية.
.

## وصلات خارجية
Loeys-Dietz Syndrome Foundation
- orphan.net LDS-Syndrome نسخة محفوظة 8 يونيو 2013 على موقع واي باك مشين.
- GeneReview/NIH/UW entry on Loeys-Dietz Syndrome
- Loeys-Dietz Syndrome Canada نسخة محفوظة 2 يناير 2016 على موقع واي باك مشين.
- Cleft Lip and Palate Foundation of Smiles

http://www.dw.de/%D8%AE%D9%84%D9%84-%D8%AC%D9%8A%D9%86%D9%8A-%D9%8A%D8%B3%D8%A8%D8%A8-%D8%A3%D9%85%D8%B1%D8%A7%D8%B6-%D8%A7%D9%84%D8%AD%D8%B3%D8%A7%D8%B3%D9%8A%D8%A9-%D9%88%D8%A7%D9%84%D8%B1%D8%A8%D9%88/a-16973832
http://www.presssolidarity.net/news/ONENEWS/14907-%D8%AE%D9%84%D9%84_%D8%AC%D9%8A%D9%86%D9%8A_%D9%8A%D8%B3%D8%A8%D8%A8_%D8%A7%D9%84%D8%B1%D8%A8%D9%88_%D9%88%D8%A7%D9%84%D8%AD%D8%B3%D8%A7%D8%B3%D9%8A%D8%A9/